# Гидратация цемента

Гидратация трёхкальциевого силиката с образованием иглообразных кристаллов гидросиликата кальция (выделены сиреневым цветом). Время гидратации — 5 часов. Водоцементное отношение — 0,4. Зелёным цветом выделен частично растворённый субстрат трёхкальциевого силиката.

Гидратация цемента — химическая реакция цемента с водой с образованием кристаллогидратов. В процессе гидратации жидкий или пластичный цементный клей превращается в цементный камень. Первая стадия этого процесса называется загустеванием, или схватыванием, вторая — упрочнением, или твердением.

## Химические реакции

Скорость гидратации клинкерных минералов.

Безводные минералы клинкера при реакции с водой превращаются в гидросиликаты, гидроалюминаты и гидроферраты кальция. Все реакции являются экзотермическими, то есть протекают с выделением теплоты. На скорость гидратации влияют: степень помола цемента и его минеральный состав, количество воды, которой замешивается цемент, температура, введение добавок. Степень гидратации зависит от водоцементного соотношения, и достигает своего максимального значения только через 1—5 лет. Степень гидратации определяется различными способами: по количеству Ca(OH)2, по тепловыделению, по удельному весу цементного теста, по количеству химически связанной воды, по количеству негидратированного цемента, либо косвенно по показателям прочности цементного камня. Продукты гидратации различаются по прочности. Основными носителями прочности являются гидросиликаты кальция. В процессе гидратации клинкеров C3S и C2S помимо гидросиликатов кальция образуется гашёная известь Ca(OH)2, сохраняющаяся в цементном камне и препятствующая коррозии стали внутри цементного камня.
Уравнения реакций для четырёх основных клинкерных минералов выглядят следующим образом:
Для трёхкальциевого силиката {\displaystyle {\ce {{3CaO.SiO2}}}} (сокращённо {\displaystyle {\ce {{C3S}}}}): 
{\displaystyle {\ce {{2(3CaO.SiO2)}+ 6H2O -> {3CaO.2SiO2.3H2O}+ {3Ca(OH)2}+ 502}}} Дж/г
Для двукальциевого силиката {\displaystyle {\ce {{2CaO.SiO2}}}} (сокращённо {\displaystyle {\ce {{C2S}}}}): 
{\displaystyle {\ce {{2(2CaO.SiO2)}+ 4H2O -> {3CaO.2SiO2.3H2O}+ {Ca(OH)2}+ 260}}} Дж/г
Для трехкальциевого алюмината {\displaystyle {\ce {{3CaO.Al2O3}}}} (сокращённо {\displaystyle {\ce {{C3A}}}}): 
{\displaystyle {\ce {{3CaO.Al2O3}+ 6H2O -> {3CaO.Al2O3.6H2O}+ 867}}} Дж/г
Для четырёхкальциевого алюмоферрита {\displaystyle {\ce {{4CaO.Al2O3.Fe2O3}}}} (сокращённо {\displaystyle {\ce {{C4AF}}}}): 
{\displaystyle {\ce {{4CaO.Al2O3.Fe2O3}+ {2Ca(OH)2}+ 10H2O -> {3CaO.Al2O3.6H2O}+ {3CaO.Fe2O3.6H2O}+ 419}}} Дж/г

## Изменения физических свойств

Схема объёмных соотношений в цементном геле в зависимости от величины водоцементного отношения и степени гидратации. Цифрами обозначены: 1 — Негидратированный цемент. 2 — Объём твёрдой фазы. 3 — Объём гелевых пор. 4 — Объём усадочных пор. 5 — Объём капиллярных пор.

При смешивании цемента и воды цементные частицы окружаются водой, которая составляет 50—70 объёмных процентов смеси. В результате химической реакции гидратации начинается образование иглообразных кристаллов. Спустя 6 часов образуется достаточное количество кристаллов и между цементными частицами формируются пространственные связи. Так происходит загустевание (схватывание) цементной смеси. Процесс схватывания, вероятно, обеспечивается избирательной гидратацией клинкерных минералов C3A и C3S, а также развитием оболочек вокруг цементных зёрен и взаимной коагуляцией составных частей цементного теста. Через 8—10 часов объём цементной смеси заполняет скелет иглообразных кристаллов, образованный преимущественно продуктами гидратации алюминатов C3A, поэтому такая структура называется алюминатной. С этого момента начинается застывание и набор прочности, которые связаны с формированием силикатной структуры, образующейся в процессе гидратации клинкерных минералов C3S и C2S. Результатом реакции силикатов и воды становятся очень малые кристаллы, объединяющиеся в гомогенную тонкопористую структуру, которая и определяет итоговую прочность цементного камня. Примерно через сутки силикатная структура начинает вытеснять алюминатную, а спустя 28 суток — полностью вытесняет её. На практике формирование рыхлой алюминатной структуры из гидросиликата кальция в процессе схватывания отрицательно влияет на прочностные характеристики цементного камня. Поэтому в цементный клинкер вводится гипс, количество которого ограничивается допустимой концентрацией ангидрида серной кислоты SO3 в цементе по весу. Гипсовая добавка замедляет образование гидроалюмината кальция и каркас гидратированного цементного теста формируется за счёт гидросиликата кальция.
Гидратация цемента в период схватывания характеризуется выделением теплоты: в начале схватывания происходит  быстрый подъём температуры, а в конце схватывания наблюдается температурный максимум. Скорость схватывания находится в зависимости от температуры окружающей среды. При низких температурах схватывание замедляется. При повышении температуры скорость схватывания увеличивается, однако  при значениях температуры выше 30 °C может наблюдаться обратный эффект.
Для полной гидратации цементного зерна необходимо количество воды, составляющее 40 % от его массы. При этом из указанного количества воды 60 % (или 25 % от массы цемента) будут химически связаны с цементом, а 40 % (или 15 % от массы цемента) останутся в порах геля. Средняя величина удельного веса продуктов гидратации в насыщенном водой состоянии составляет 2,16. Та часть воды (25 % от массы цемента), которая вступает в химическую реакцию с цементом, претерпевает объёмную контракцию (сжатие) в процессе реакции, составляющую примерно 25 % от её объёма. В итоге образующийся цементный камень частично уменьшается в объёме. Этот процесс называется усадкой, а величина уменьшения объёма — объёмом усадки.

Упрощённая модель структуры цементного камня. Крупные чёрные точки — гелевые частицы, промежутки между ними — гелевые поры (величина которых преувеличена для наглядности), пространства окрашенные в голубой цвет — капиллярные пустоты.

При полной гидратации цементного клея объём пор будет составлять примерно 28—30 % от объёма образующейся структуры геля. При этом величина пористости геля в основном не зависит от водоцементного отношения смеси и степени гидратации, а является характерным показателем для марки цемента. Размер гелевых пор составляет примерно 1,5—2 (1—3) нм в диаметре. Часть общего объёма цементного теста, которая не заполнена продуктами гидратации, образует взаимосвязанную систему капиллярных пор, беспорядочно распределённых по всему цементному камню. Капиллярная пористость цементного камня находится в прямой зависимости от водоцементного отношения смеси и в обратной зависимости от степени гидратации. Чем больше величина водоцементного отношения, тем больше капиллярных пор. В то же время по мере роста степени гидратации цемента будет уменьшаться объём капиллярных пор. Размер капиллярных пор составляет примерно 1,27 мкм.
Структурно продукты гидратации представляет собой гель, а сам процесс гидратации классифицируется как гелеобразование. В процессе гидратации значительно увеличивается площадь поверхности твёрдой фазы цементного геля, что влечёт за собой повышение адсорбции свободной воды. При этом сохраняется расход воды в реакциях гидратации. Следствием этих двух процессов становится самовысушивание — явление уменьшения относительной влажности в цементном тесте. Самовысушивание снижает степень гидратации, поэтому для нормального протекания процессов твердения цементного теста необходимо поддерживать уровень влажности, как одно из условий нормального набора прочности. Процесс самовысушивания также компенсируется избытком воды при затворении цементной смеси (при значениях водоцементного отношения 0,5 и более).